# 恵比須神社 (増毛町)
恵比須神社（えびすじんじゃ）は、北海道増毛郡増毛町別苅（べつかり）に所在する神社。旧社格は村社。別苅神社とも表記される。
祭神は事代主神。

## 歴史
1788年（天明8年）、村山伝兵衛が大別苅川尻に設けた出張運上屋の守護神として事代主神を祀る。
1876年（明治9年）、村社となる。
1946年（昭和21年）、宗教法人となる。
1989年（平成元年）、鎮座200年祭を行う。